# Cylidroctenus chalybaeum
Cylidroctenus chalybaeum is een keversoort uit de familie mierkevers (Cleridae). De wetenschappelijke naam van de soort is voor het eerst geldig gepubliceerd in 1849 door Westwood in White.